# Iveta Putalová
Iveta Putalová (24. ožujka 1988., Bratislava) je slovačka sprinterica specijalizirana za utrku na 400 metara i vlasnica slovačkog državnog rekorda na 400 metara u dvorani, kojeg je istrčala na Europskom dvoranskom prvenstvu 2015. u Pragu, a iznosi 52,84 sekunde. Članica je češkog atletskog kluba Sokol Kolin.
Slovačka je državna prvakinja na 400 metara iz 2014., a iste godine istrčala je svoj osobni rekord na 200 metara (24,12 s). Na Europskom prvenstvu 2014. u Zürichu, gdje je bila član trkačkog tima Slovačke reprezentacije, postavila je svoj osobni rekord na 400 metara na otvorenom (53,25 s).
Za Slovačku je nastupila i na Europskom dvoranskom prvenstvu 2015., gdje je i istrčala Slovački državni rekord na 400 metara u dvorani i time zauzela četvrto mjesto u završnici natjecanja. Iste se godine natjecala i na Univerzijadi, gdje je osvojila dva peta mjesta, a u finalu utrke na 400 metara oborila i svoj osobni rekord (52,18 s).
U kvalifikacjama Svjetskog prvenstva 2015. u Pekingu na 400 metara, istrčala je stazu za 52,52 sekunde i osvojila 36. mjesto.

## Međunarodna natjecanja
| Tumač znakova: | q | Kvalifikacije | NR | Državni rekord | PB | Osobni rekord | SB | Rekord sezone | NM | Bez rezultata |

| Godina              | Natjecanje                   | Mjesto                 | Pozicija            | Disciplina          | Vrijeme (s)         |
| Nastupi za Slovačku | Nastupi za Slovačku          | Nastupi za Slovačku    | Nastupi za Slovačku | Nastupi za Slovačku | Nastupi za Slovačku |
| ------------------- | ---------------------------- | ---------------------- | ------------------- | ------------------- | ------------------- |
| 2014.               | Europsko prvenstvo           | Zürich, Švicarska      | 19. (q)             | 400 m               | 53,25               |
| 2014.               | Europsko prvenstvo           | Zürich, Švicarska      | 14. (q)             | 4×400 m             | 3:39.55             |
| 2015.               | Europsko dvoransko prvenstvo | Prag, Češka            | 4. (q)              | 400 m               | 52,84               |
| 2015.               | Univerzijada                 | Gyeongju, Južna Koreja | 5.                  | 400 m               | 52,18 PB NR         |
| 2015.               | Univerzijada                 | Gyeongju, Južna Koreja | 5.                  | 4×100 m             | 46,01               |
| 2015.               | Svjetsko prvenstvo           | Peking, Kina           | 36. (q)             | 400 m               | 52,52               |

## Vanjske poveznice
- Atletski profil na iaaf.org